# Indinavir
Indinavir je zaviralec proteaze HIV, ki se v kombinaciji z zaviralci reverzne transkriptaze uporablja za zdravljenje okužbe s HIV. Na tržišču je zdravilo pod zaščitenim imenom Crixivan proizvajalca Merck Sharp & Dohme Limited.

## Zgodovina
Ameriški Urad za prehrano in zdravila je izdal za indinavir dovoljenje za promet z zdravilom 13. 3. 1996 in s tem je postal osma protiretrovirusna učinkovina na tržišču. Indinavir je izkazoval močnejši učinek od vseh prejšnjih protiretrovirusnih zdravil in se je v kombinaciji s še dvema nukleozidnima zaviralcema reverzne transkriptaze začel uporabljati kot standardna oblika zdravljenja okužbe s HIV-om. 
V zadnjem času ga nadomeščajo novejše učinkovine (lopinavir, atazanavir), ki so bolniku prijaznejše za jemanje ter izkazujejo manjše tveganje pri virusih za pojav odpornosti proti zdravilom. 

## Odmerjanje
Ker se indinavir hitro presnavlja, je potrebno natančno odmerjanje na osem ur, da se ne poveča tveganje za pojav odpornih sevov virusa. 
Za optimalno vsrkanje iz prebavil v krvni obtok se zdravilo ne sme jemati s hrano, ampak z vodo eno  uro pred obrokom ali dve uri po njem. Izjemoma se ga lahko jemlje skupaj z lahkim obrokom z malo maščobami.

## Neželeni učinki
Zelo pogosti neželeni učinki so: omotica, glavobol, siljenje na bruhanje, bruhanje, driska, nelagoden občutek v želodcu ali spahovanje po jedi, suha koža, izpuščaj, oslabelost/utrujenost, motnje okušanja, bolečine/otekanje v trebuhu.
Neželeni učinki vključujejo tudi:
- ledvične kamne
- odpoved ledvic
- presnovne motnje, vključno s hiperlipidemijo (zvišane vrednosti holesterola ali trigliceridov v krvi )
- spremembe telesnega maščevja  (lipotamoza, lipoatrofija)

Indinavir naj bi zaviral proizvodnjo dušikovega oksida v ledvicah in zato prihaja do motenj v delovanju ledvic, sterilne levkociturije in zmanjšanega očistka kreatinina. Dušikov oksid namreč širi žile in v njegovi odsotnosti se lahko majhne žile v ledvicah pokrčijo, kar povzroči ishemijo ledvičnega tkiva.
Prav tako naj bi povzročal motnje endotelijske funkcije in pospeševal aterosklerozo.